# دراغان دوجتشين
دراغان دوجتشين مواليد 22 يناير 1976 في جمهورية يوغوسلافيا الاشتراكية الاتحادية، هو لاعب كرة سلة صربي. بدأ مسيرته الاحترافية في سنة 2000.

## المسيرة الاحترافية
لعب مع زلاتوروج لاشكو من سنة 2002 إلى 2004، ثم لعب مع نادي بانيونيس لكرة السلة في موسم 2006–2007، ثم لعب مع ألبا برلين في الدوري الألماني من سنة 2007 إلى 2010، ثم لعب مع تي بي بي ترير من سنة 2010 إلى 2013.

## روابط خارجية
- دراغان دوجتشين على موقع الدوري الأوروبي لكرة السلة (الإنجليزية)
- دراغان دوجتشين على موقع كرة السلة الأوروبية.كوم (الإنجليزية)
- دراغان دوجتشين على موقع ريلجم (الإنجليزية)
- دراغان دوجتشين على موقع بروبوليرز (الإنجليزية)
- دراغان دوجتشين على موقع سبورتس رفرنس (الإنجليزية)